# 端羟基聚丁二烯
端羟基聚丁二烯（Hydroxyl-terminated polybutadiene (HTPB)）是一种丁二烯聚合物，两端各有一个羟基官能团。属于多羟基聚合物类。用于和二异氰酸酯反应生成一种易于储存的人造物质聚氨酯。
HTPB是一种半透明液体，颜色与蜡纸近似，有极强的粘性。其性质不确定，因为HTPB制造级别不同以满足不同需求。HTPB是一类化合物的总称。在火箭学中，它作为一种高能燃料被称作RBS。但不易点燃，温度需超过773K才能燃烧。在烟火产业，它也作为礼花弹的炮管。它不溶于水，可做良好密封剂。HTPB的固化剂通常是甲苯二异氰酸酯或其他异氰酸酯类化合物。

## 用途
HTPB通常用于固体火箭发动机中，将燃料和氧化剂混合凝结成固态物质，例如SpaceDev研发的太空船一号的固液混合发动机，以及日本M5火箭3/4级动力来源。JAXA将这种燃料描述为"HTPB/AP/Al=12/68/20"，意思重量比例，HTPB占12%（粘合剂，燃料），過氯酸銨占68%（氧化劑），鋁粉占20%（燃料）。 同時HTPB也用於混合式火箭推進器，由N2O（一氧化二氮，即“笑气”）作為氧化劑，